# Adaeum spatulatum
Adaeum spatulatum is een hooiwagen uit de familie Triaenonychidae. De wetenschappelijke naam van Adaeum spatulatum gaat terug op Lawrence.